# 용설저수지
용설저수지는 경기도 안성시 죽산면 용설리에 있는 저수지이다. 1982년에 착공하여 1985년에 준공되었다. 시설관리자는 한국농어촌공사이다.

## 저수지 규모
- 유역면적 : 790ha
- 저수량 : 2,932천m3
- 관개면적 : 401.6ha

## 시설 제원
- 제방 : 흙댐 (필댐), 길이  459m, 높이 19m
- 물넘이 : 측수로식, 길이 44m, 높이 1.2m